# トップ10
『トップ10』（原題：Top 10）は、DCコミックスの傘下のワイルドストームのインプリントであるアメリカズ・ベスト・コミックスから出版されたスーパーヒーローコミックのリミテッドシリーズである。原作はアラン・ムーア、作画はジーン・ハーとザンダー・キャノン。

## 概要
子供から年寄り、さらにはそのペットまでに及ぶ全ての住人が特殊能力を持っているという大都市「ネオポリス」にある第10分署（トップ10）で働く警察官の活躍を描く作品である。
1999年9月から2001年10月にかけて全12号のシリーズとして発売された。その後、スピンオフの『Smax』（2003年、全5号）とグラフィックノベルの『Top 10: The Forty-Niners』（2005年）が出版された。更にPaul Di Filippo原作、Jerry Ordway作画の『Top 10: Beyond the Farthest Precinct』（2005年、全5号）も作られた。
2008年から2009年にかけて、『Top 10: Season Two』（全4号）も発売されている。

## 出版情報
- Top 10: Book One (1–7号)
  - ハードカバー版 (ISBN 1-56389-657-5 & ISBN 1-84023-196-3)
  - ペーパーバック版 (ISBN 1-56389-668-0 & ISBN 1-84023-275-7)
- Top 10: Book Two (8–12号)
  - ハードカバー版 (ISBN 1-56389-876-4 & ISBN 1-84023-482-2)
  - ペーパーバック版 (ISBN 1-56389-966-3 & ISBN 1-84023-518-7)
- Smax (1–5号)
  - ハードカバー版 (ISBN 1-4012-0325-6 & ISBN 1-84023-862-3)
  - ペーパーバック版 (ISBN 1-4012-0290-X & ISBN 1-84576-002-6)
- Top 10: The Forty-Niners
  - ハードカバー版 (ISBN 1-56389-757-1 & ISBN 1-84576-069-7)
  - ペーパーバック版 (ISBN 1-4012-0573-9 & ISBN 1-84576-149-9)
- Top 10: Beyond the Farthest Precinct (1–5号)
  - ペーパーバック版 (ISBN 1-4012-0991-2 & ISBN 1-84576-298-3)

### 日本語版
2009年にヴィレッジブックスより邦訳版が発売された。翻訳者はヤスダシゲル
- トップ10
  - 1巻 ISBN 978-4-86332-171-7
  - 2巻 ISBN 978-4-86332-188-5